# Maryam Mirzajani
 Maryam Mirzajani (en persa: مریم میرزاخانی‎; Teherán, Irán; 12 de mayo de 1977-Stanford, California, Estados Unidos; 14 de julio de 2017), también escrito Maryam Mirzakhani en el mundo anglosajón, fue una escritora iraní y profesora de matemáticas en la Universidad de Stanford. En 2014 fue galardonada con la Medalla Fields, siendo la primera mujer en recibir este premio.

## Trayectoria

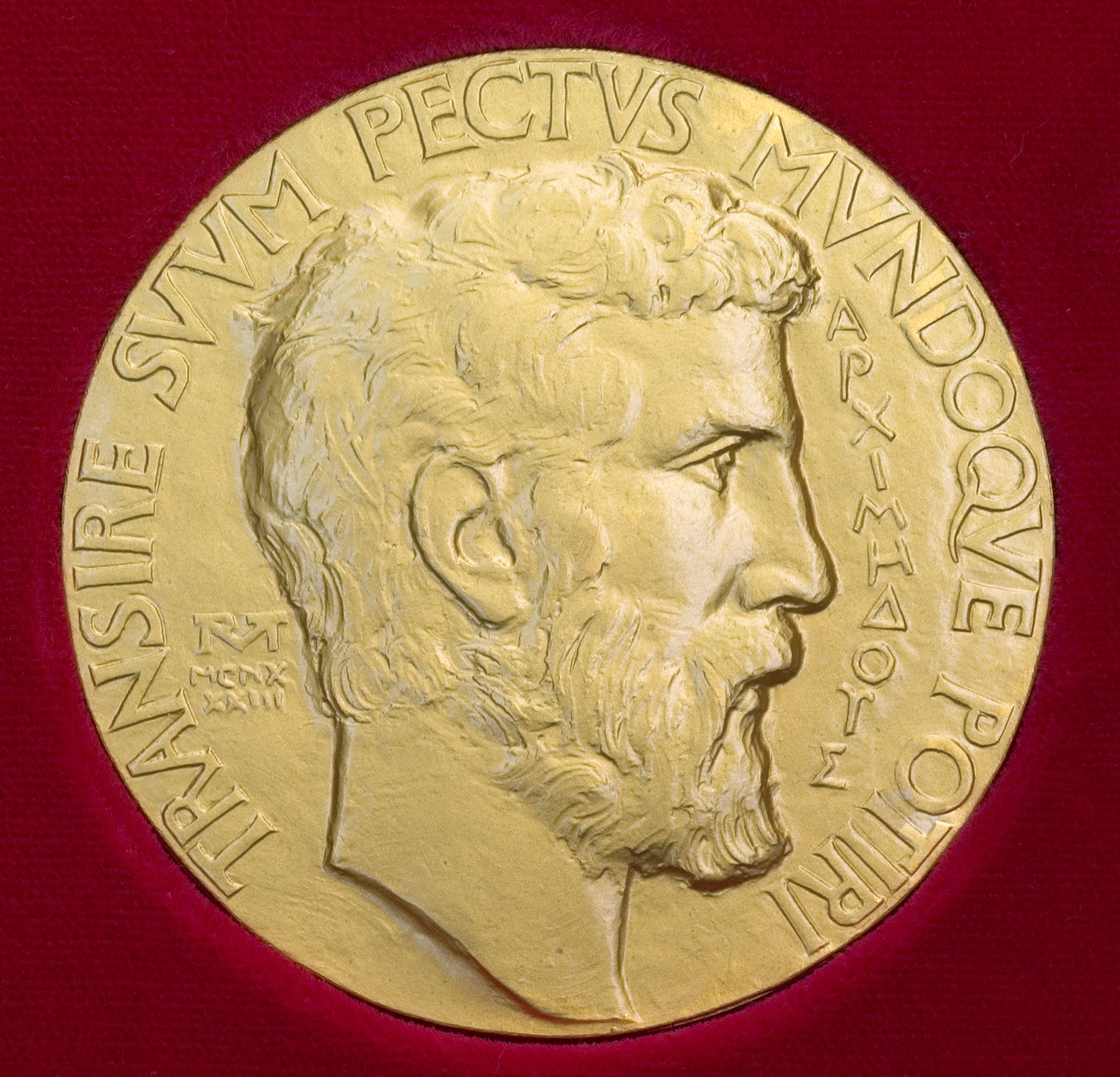
Mirzajani ganó la Medalla Fields en 2014.

Maryam Mirzajani se graduó en Matemáticas en 1999 en la Universidad de Tecnología Sharif de Teherán. En 2004 se doctoró en la Universidad de Harvard. Desarrolló su carrera en los campos del espacio de Teichmüller, la geometría hiperbólica, la teoría ergódica y la geometría simpléctica. Tras hacer su tesis en la Universidad de Harvard, trabajó como investigadora en el Instituto Clay de Matemáticas y en la Universidad de Princeton.
Fue investigadora en la Universidad de Stanford (EE. UU.). Sus estudios abarcan impactantes y originales investigaciones sobre geometría y sistemas dinámicos. Su trabajo en superficies de Riemann y sus modelos espaciales conectan varias disciplinas matemáticas (Geometría hiperbólica, análisis complejo, topología y dinámica) e influyen en todas ellas. Profesora de matemáticas en la Universidad de Stanford desde septiembre de 2008 hasta su fallecimiento.
El comité de la Unión Matemática Internacional destacó sus importantes aportaciones en el estudio de los espacios de moduli de las superficies de Riemann.
Por su trayectoria constituye todo un referente (no solo para niñas y mujeres) en el campo de las matemáticas, por lo que incluso ha sido protagonista de un cómic que trata sobre su trayectoria profesional y vital.

## Vida personal

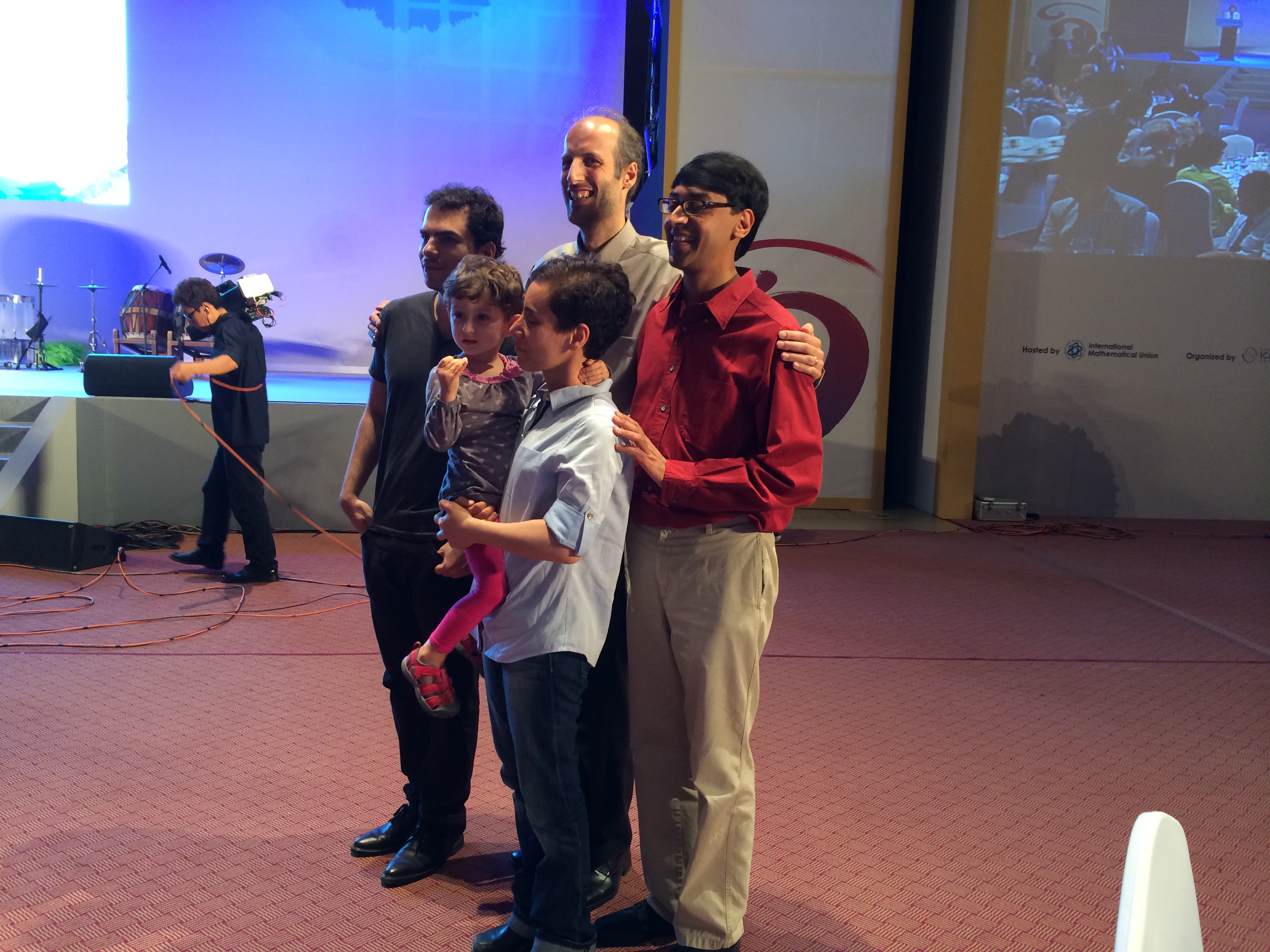
Cuatro ganadores de la Medalla Fields. De izquierda a derecha: Artur Avila, Martin Hairer, Maryam Mirzakhani con su hija Anahita y Manjul Bhargava

Desde pequeña era una ávida lectora y biografías como la de Marie Curie y Hellen Keller la motivaron a hacer algo importante en su vida. En un principio quería ser escritora ya que se le dieron mal las matemáticas el primer año de instituto pero al año siguiente se recuperó ya que su profesor la motivaba a seguir. Es importante destacar la amistad que hizo en durante las primeras semanas de instituto, su mejor amiga Roya Beheshti, profesora de matemáticas en la Universidad de Washington en San Luis. Posteriormente ganó medallas de oro durante las Olimpiadas Internacionales de Matemáticas de 1994 y 1995 (obtuvo puntuación perfecta en la de 1995).
En 2008, Mirzakhani se casó con Jan Vondrák, científico teórico de la computación y matemático aplicado, quien actualmente es profesor asociado en la Universidad de Stanford. En 2010, tuvieron una hija llamada Anahita. Mirzakhani vivía en Palo Alto, California.
Mirzakhani se describió a sí misma como una matemática "lenta", y dijo que "hay que gastar algo de energía y esfuerzo para ver la belleza de las matemáticas"; e igualmente que “la belleza de las matemáticas solo se revela a los seguidores más pacientes”. Y también: "una se tortura a sí misma, pero nadie dijo que la vida fuera a ser fácil". Para resolver problemas, Mirzakhani dibujaba garabatos en hojas de papel y escribía fórmulas matemáticas alrededor de los dibujos. Su hija describió el trabajo de su madre como una "pintura".

Ella declaró:
No tengo ninguna receta en particular [para desarrollar nuevas pruebas] ... Es como estar perdido en una jungla y tratar de usar todo el conocimiento que puedas reunir para idear algunos trucos nuevos y, con un poco de suerte, podría encontrar una salida.
Mirzajani fue diagnosticada de cáncer de mama en 2013. Murió el 14 de julio de 2017.

## Reconocimientos
- Medalla de oro, Olimpiada Internacional de Matemática, Hong Kong 1994.[19]
- Medalla de oro, Olimpiada Internacional de Matemática, Canadá 1995.[19]
- Beca IPM, Teherán, Irán, 1995–1999.[20]
- Beca por mérito, Universidad de Harvard, 2003.[20]
- Beca Junior, Universidad de Harvard, 2003.
- Beca de investigación, Instituto Clay de Matemáticas, 2004.[20]
- Premio Blumenthal de investigaciones avanzadas en matemáticas puras, 2009.[7]
- Invitada a disertar en el Congreso Internacional de Matemáticos sobre el tema de topología y sistemas dinámicos, 2010.[21]
- Premio Satter de la Sociedad Americana de Matemáticas,[7] por sus contribuciones a la teoría de las superficies de Riemann y sus espacios modulares, 2013.[22]
- Premios de Investigación Simons, 2013.[23]
- Nombrada una de las diez "personas que importaron" por la revista Nature, 2014.[24]
- Premio de Investigación Clay, 2014.[25]
- Primera mujer galardonada con la Medalla Fields.[26][27] El comité destacó “sus importantes aportaciones en el estudio de los espacios del módulo de las superficies de Riemann”, 2014.[6]
- Elegida como asociada extranjera de la Academia de Ciencias de Francia, 2015.[28]
- Elegida miembro de la Sociedad Filosófica Estadounidense (American Philosophical Society), 2015.[29]
- Academia Nacional de Ciencias, 2016.[30]
- Elegida miembro de la Academia Estadounidense de las Artes y Ciencias, 2017.[31]
- El asteroide 321357 Mirzakhani fue nombrado en su memoria.[32] El nombre oficial fue publicado por el Centro de Planetas Menores.[33]